# Psalodon
Psalodon és un gènere extint de mamífers multituberculats de la família dels al·lodòntids que visqueren a Nord-amèrica durant el Juràssic superior, fa entre 145,1 i 149,2 milions d'anys. Se n'han trobat restes fòssils a la formació de Morrison (Wyoming, Estats Units). A diferència del seu parent proper Ctenacodon, tenia les dents premolars superiors molt estriades. Uns maxil·lars inferiors semblants als de Ctenacodon, però força més grossos, han estat atribuïts a Psalodon amb un alt grau d'incertesa. El nom genèric Psalodon significa ‘dent de tisores’.